# Thekla Resvoll

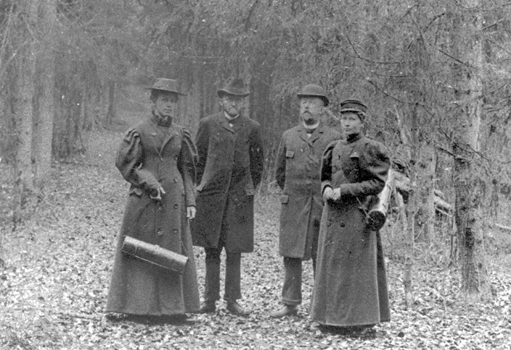
Thekla Resvoll (uiterst rechts) tijdens een excursie met Asta Lundell, Ove Dahl en Axel Blytt.

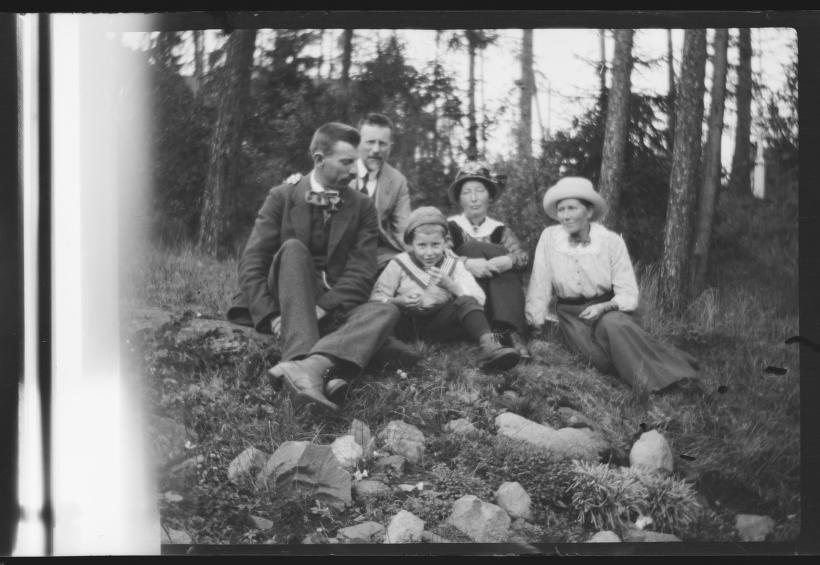
V.l.n.r.: Gunnar Holmsen en zijn broer Andreas Holmsen, en de zussen Hanna Resvoll-Holmsen en Thekla Resvoll. In het midden zit Dag Resvoll-Holmsen, de zoon van Thekla en Andreas.

Thekla Resvoll (Vågå, 22 mei 1871 - Oslo, 14 juni 1948) was een Noorse botanicus en professor en, samen met haar zus Hanna Resvoll-Holmsen, een vrouwelijke pionier op het gebied van Noors natuurhistorisch onderwijs en natuurbehoud.

## Biografie
Resvoll was de dochter van Hans Resvoll (1823-1908) en Julie Martine Deichman (1831-1902). In Stockholm werkte ze als verpleegster in een huishouden uit de bovenklasse, voordat ze in 1894 natuurlijke historie ging studeren aan de Koninklijke Frederik-Universiteit in Kristiania. Na haar afstuderen in 1899 vertrok ze naar Kopenhagen, waar ze aan de slag ging in het botanisch laboratorium van de Universiteit van Kopenhagen. In 1902 werd ze aan de Botanisk hage, de botanische tuin van de Universiteit van Oslo, benoemd tot universitair hoofddocent. Resvoll promoveerde in 1918 op een proefschrift getiteld Om planter som passer til kold og kort sommer ('Over planten die geschikt zijn voor koude en korte zomers'), waarin ze studies presenteerde over aanpassingen van alpenplanten aan de barre omgeving. Deze onderzoeken waren gebaseerd op nauwgezette observaties van planten-individuen, van hun klonale en seksuele voortplanting.
In 1923 en 1924 had ze gedurende zes maanden een onderzoeksverblijf op Java, in de botanische tuin in Buitenzorg. Daar bestudeerde ze de beukenfamilie.
Resvoll bleef werkzaam in het Botanisch Laboratorium tot haar pensionering in 1936.

## Vrouwenrechten
Naast haar academische carrière nam Resvoll deel aan de beweging voor vrouwengelijkheid in Noorwegen. Ze was hoofd van de Noorse Vrouwenstudentenclub en zat in het bestuur van zowel de Noorse vrouwenstudentenclub als de beweging voor vrouwenkiesrecht.

## Privéleven
Resvoll was getrouwd met hydrograaf en mijningenieur Andreas Holmsen (1869-1955), wiens broer Gunnar Holmsen (1880-1976) getrouwd was met haar zus Hanna. Het viertal liet een grote collectie foto's na die zich onder de naam Resvoll-Holmsen-samlingen ('Resvoll-Holmsen-collectie') in de Nationale Bibliotheek van Noorwegen bevindt.